# Niels Holst-Sørensen
Niels Holst-Sørensen (19. prosince 1922 Sønder Felding – 24. října 2023) byl dánský atlet, běžec, jehož hlavní disciplínou byl běh na 400 metrů.
Na mistrovství Evropy v roce 1946 v Oslo zvítězil v běhu na 400 metrů, v běhu na 800 metrů na šampionátu vybojoval stříbrnou medaili. V této disciplíně startoval také na londýnské olympiádě v roce 1948, zde skončil devátý.
Po skončení sportovní kariéry od roku 1950 sloužil v dánském letectvu, dosáhl hodnosti generálmajora. V letech 1970 až 1982 byl velitelem této složky dánské armády. V letech 1982 až 1986 zastupoval Dánsko ve vedení NATO. Od roku 1977 do roku 2002 působil jako člen Mezinárodního olympijského výboru.
Zemřel 24. října 2023 po krátké nemoci ve věku 100 let.